# Chorinaeus longicornis
Chorinaeus longicornis là một loài tò vò trong họ Ichneumonidae.